# (27076) 1998 ST146
1998 أس تي 146 (ويعرف أيضًا باسم (27076) 1998 أس تي 146 وفق تسمية الكوكب الصغير) (بالإنجليزية: 1998 ST146)‏؛ هو كويكب ضمن حزام الكويكبات.
اكتُشف هذا الجُرم الفلكي بواسطة إيريك والتر إلست في 20 سبتمبر 1998، وترتيبه 27076 من حيث الاكتشاف.

## الوصف
اكتُشف 270761998ST في 20 سبتمبر 1998 في مرصد لاسيلا، الواقع في صحراء أتاكاما، إقليم كوكيمبو في تشيلي، بواسطة عالم الفلك البلجيكي إيريك والتر إلست. وقد رصد المشروع 2,192 مشاهدة للكويكب إلى غاية 5 فبراير 2022 بتوقيت منطقة المحيط الهادئ، أي في مدة قدرها 11,664 يومًا (32.0 عام). تستغرق الفترة المدارية للكويكب 1,190 يومًا (3.3 عام).

## الخصائص المدارية
يتميز مدار هذا الكويكب بنصف محور رئيسي يبلغ 2.2 وحدة فلكية، وحضيض قدره 1.84 وحدة فلكية، وانحراف قدره 0.165 وزاوية ميلان 2.31 درجة بالنسبة لمسار الشمس. بسبب هذه الخصائص، أي نصف المحور الرئيسي بين 2 و3.2 وحدة فلكية وحضيض أكبر من 1,666 وحدة فلكية، يُصنف هذا الجُرم الفلكي وفقًا لقاعدة بيانات مختبر الدفع النفاث لأجرام النظام الشمسي الصغيرة كائنًا من حزام الكويكبات الرئيسي.

## الخصائص الفيزيائية
يُقدر القدر المطلق (H) لـ270761998ST بـ14.72 ووضاءته بـ0.295، مما يمكِّن تقدير قطره بـ 3.227كم. استُخلصت هذه النتائج بفضل ملاحظات مستكشف الأشعة تحت الحمراء عريض المجال (WISE)، وهو مرصد فضائي أمريكي وُضع في المدار في عام 2009 ويراقب السماء بأكملها بالأشعة تحت الحمراء، في عام 2011، نُشرت النتائج الأولى المتعلقة بالكويكبات من الحزام الرئيسي.

## وصلات خارجية
- (27076) 1998 ST146 في قاعدة بيانات مختبر الدفع النفاث لأجرام النظام الشمسي الصغيرة

- الاكتشاف · مخطط المدار ·  العناصر المدارية · المعلمات المادية

- (27076) 1998 ST146 على موقع ويكي سكاي: DSS2, SDSS, GALEX, IRAS, Hydrogen α, X-Ray, Astrophoto, Sky Map, Articles and images